# Heinrich Daniel Andreas Sonne
Heinrich Daniel Andreas Sonne (* 26. Februar 1780 in Göttingen; † 18. Juli 1832 in Hannover) war ein deutscher Geograph, Pädagoge und Schulrektor sowie Journalist.

## Leben
Heinrich Daniel Andreas Sonne wirkte seit dem Jahr 1801 als Lehrer am Pädagogium in Ilfeld. Nachdem er dort zudem die Funktion des Konrektors übernommen hatte, wurde er 1808 zum Rektor der Bildungseinrichtung ernannt.
Am 22. Februar 1820 wurde in Ilfeld Sonnes Sohn Wilhelm Sonne geboren, der spätere Schulmann und Sprachforscher. Ebenda wurde am 13. September 1828 Sonnes Sohn Eduard Heinrich Christian Sonne geboren, der spätere Baurat und Wasserbauer, Ingenieur und Hochschullehrer.
Ab 1831, dem Jahr vor seinem Tod, wirkte Sonne als Redakteur der (Neuen) Hannoverschen Zeitung.

## Schriften (Auswahl)
- Der Gott Abrahams : die erste Epoche der Universal-Kultur-Geschichte. Hahn, Hannover 1806.
- Erdbeschreibung des Königreichs Hannover, Sondershausen : bey Bernhard Friedrich Voigt, 1817; Digitalisat über Google-Bücher
- Die fünf Bücher tuskulanischer Untersuchungen des Markus Tullius Cicero : oder die philosophischen Abhandlungen desselben vom Tode und der Unsterblichkeit; von der Ertragung des Schmerzen des Körpers; von der Beherrschung der Schmerzen des Körpers; von der Beherrschung der Leidenschaften; von dem Glücke welches die Tugend gewährt, übersetzt aus dem Latein ins Deutsche von H. D. A. Sonne, Altona: Hammerich, 1824
- Beschreibung des Königreichs Hannover, 5 Bücher in 4 Bänden, München: Cotta, 1829–1834; Digitalisate
  - Buch 1: Einleitung zu einer gründlichen Kenntniß des Königreichs Hannover
  - Buch 2–3: Allgemeine Beschreibung des Hannover'schen Landes und Staates
  - Buch 4: Besondere Beschreibung des Hannover'schen Landes und Staates. Abth. 1: Chorographie ...
  - Buch 5: Topographie des Königreichs Hannover, alphabetisch geordnet; Digitalisat über Google-Bücher
- Hebräisches Lesebuch für den Gymnasial-Unterricht mit Hinweisungen auf die Sprachlehre des Herrn Prof Ewald mit einigen Anmerkungen desselben, Leipzig: Hahnsche Verlags-Buchhandlung, 1830; Digitalisat über HathiTrust